# 山下埠頭

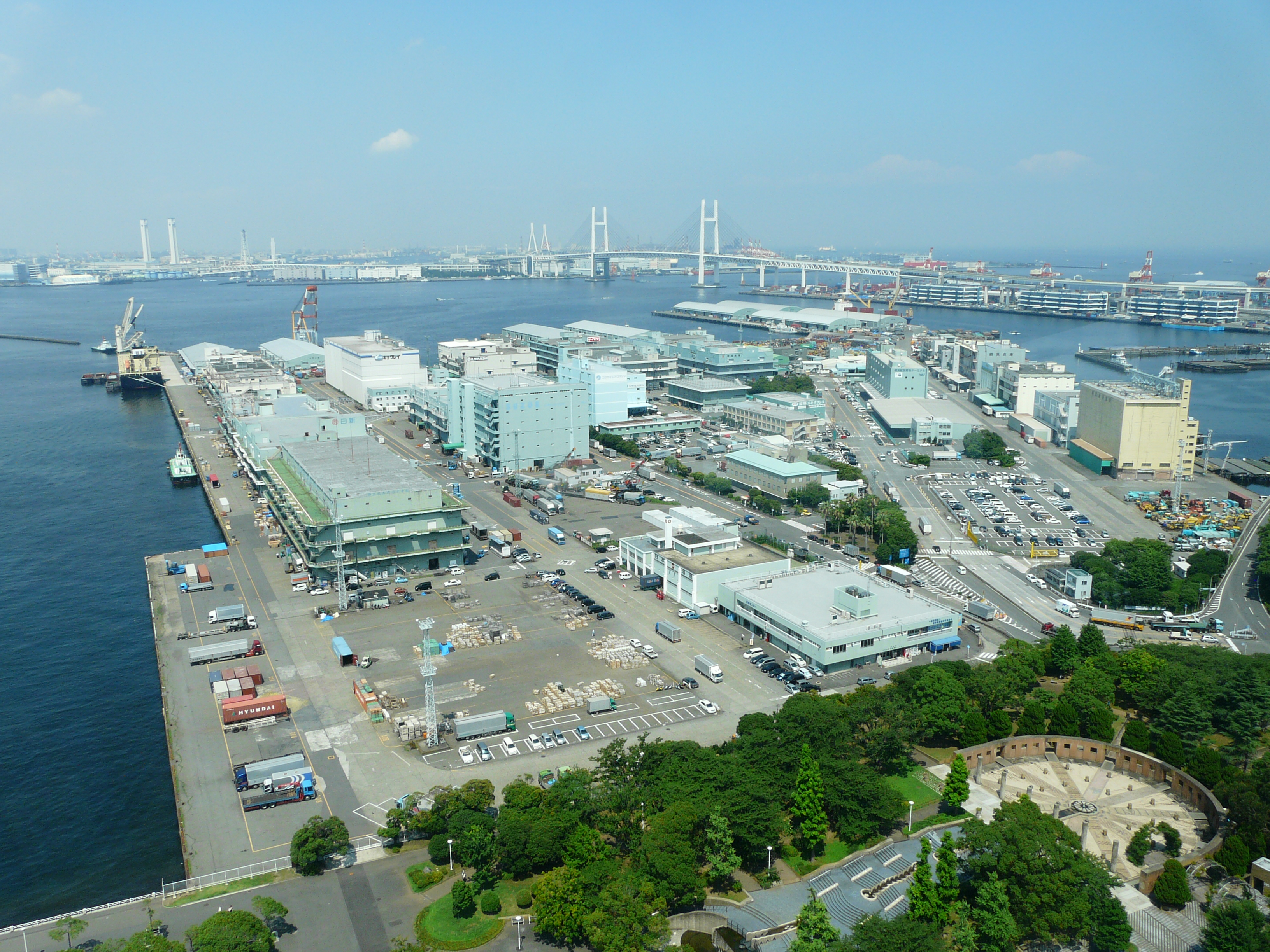
横浜マリンタワーの展望台より山下埠頭を撮影（2014年7月15日）

山下埠頭（やましたふとう）は、神奈川県横浜市の横浜港の埠頭の一つ。横浜市中区山下町の、山下公園地先に位置する。

## 歴史
1951年（昭和26年）に調印した日米安保条約により在日米軍が使用することとなった瑞穂埠頭の代替施設として、1953年に着工。1955年に第1バースが完成した。港湾機能増強のため、1957年に2本の突堤を持つ8バースの計画が策定され、1958年に2期工事として第2バースが完成した。1959年には全体で突堤3本、10バースとする計画が決定した。施工にあたり、プレパックドコンクリートや外部電源による電源防食、養生期間短縮を目的とした、道路の真空舗装工法など当時の新技術が採用された。1963年に全面完成、1965年に山下埠頭駅が置かれた。船舶の大型化やコンテナ船の普及に合わせ、1969年に本牧埠頭、1977年に大黒埠頭が供用開始すると、山下埠頭はこれらを補完する位置づけとなり、1986年に山下埠頭駅は廃止された。

## 港湾機能
- 埠頭面積 - 47.1ha[4]

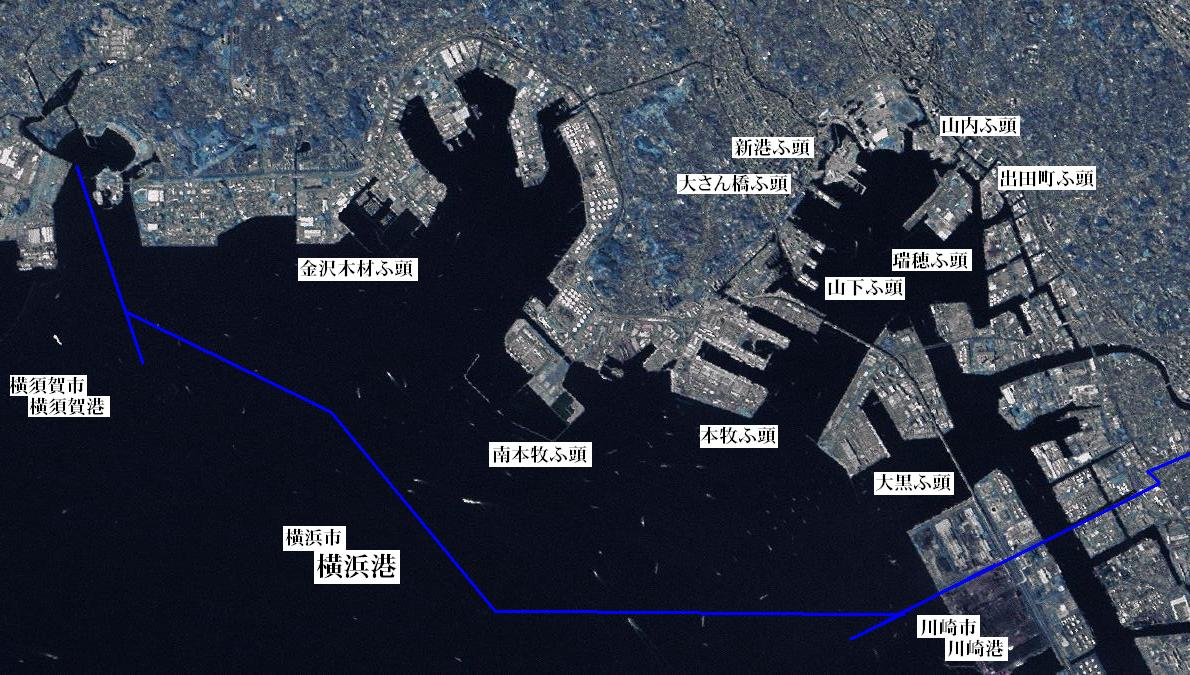
ランドサット画像による、横浜港概略（上が西）

  - うち、市有地31ha、国有地15ha、民有地1ha[5]
- 岸壁 - 公共在来船バース10か所（延長180 - 220m）
- 物揚げ場 - 8か所
- 上屋 - 11棟
- 荷捌き場 - 24か所
- 民間倉庫 - 21棟

このほか、国際航空貨物専門の「横浜航空貨物ターミナル」、16隻分のタグボート係留施設、横浜港へ寄港する船舶へ飲料水を供給する船舶給水事務所が設けられている。
取扱品目は鉄鋼・機械製品が多く、2002年の取扱量は、鉄鋼220千トン、その他機械199千トン、輸送機械117千トン、その他69千トン、計605千トンとなっている。

## 再開発構想

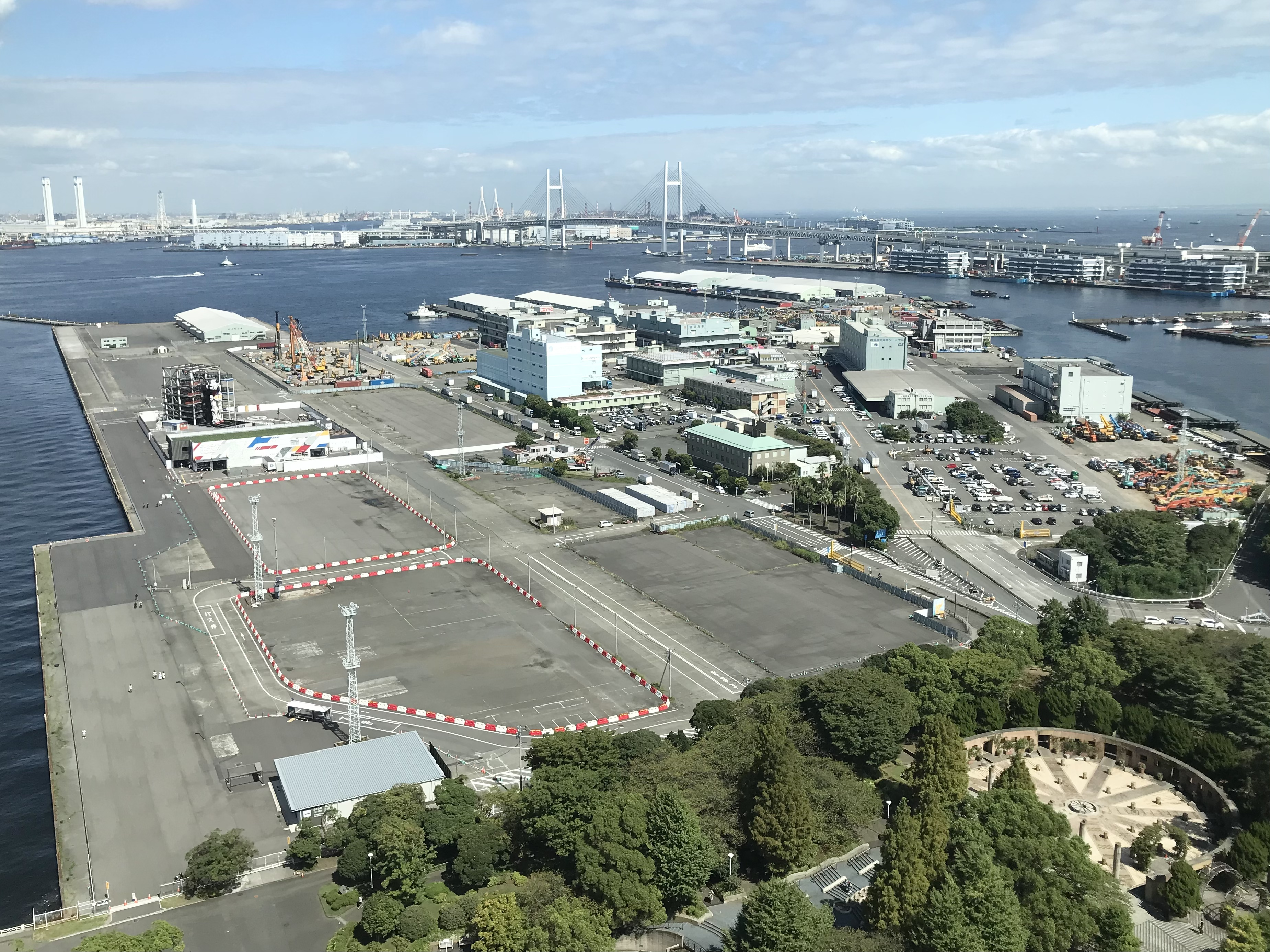
更地化が進む山下埠頭の様子、横浜マリンタワーの展望台より撮影（2022年9月16日）
再開発に向けて倉庫など物流施設の移転・解体が進み、西側の大部分が更地となっている。また、敷地の一部には「GUNDAM FACTORY YOKOHAMA」が期間限定設置されている。

近年では物流の中心が本牧埠頭や南本牧埠頭に移行していることに加え、みなとみらい線の開通などにより当埠頭地域の利便性も向上していることから、周辺の新山下地区も含めた再開発の必要性が取りざたされており、当面は港湾機能を維持する方針だが将来的には隣接する山下公園から連続的に緑地を設けるなどして、観光・MICE・商業拠点への転換が検討されている。再開発に先立ち、山下埠頭地区は「横浜都心・臨海地域」の一部として都市再生特別措置法による特定都市再生緊急整備地域に指定されている（2018年10月指定）。なお、山下公園側の一部（約13ha）は「第1期エリア」として2020年度の先行供用開始を目指していたが、同エリアで操業する12社のうち2社との移転交渉が難航しており、横浜市では同年度の先行供用方針を2018年1月に断念。その後、完成目標を2025年頃に定め、当埠頭全体（約47ha）における一体開発を目指す方針に転換していたが、後述のとおり2021年に新市長に就任した山中竹春はそれまで市が進めてきた「カジノ含む統合型リゾート (IR) 開発の誘致方針」を撤回し、それに代わる事業計画案を検討した上で2026年度頃の再開発事業化と2030年頃の供用開始を目指す新たな方針を表明している。また、再開発が本格化する前の計画として当埠頭内で動く実物大ガンダム（18m）の一般公開を行うプロジェクト「GUNDAM FACTORY YOKOHAMA」が始動しており、2020年12月から2023年3月まで開催された。
これまでの再開発計画や構想については後節の「#様々な再開発構想」を参照

### 都心臨海部五地区と新たな交通の導入
横浜市の長期的な都市再生計画における都心臨海部五地区には、「横浜駅周辺地区」や「みなとみらい21地区」、「関内・関外地区」、「東神奈川臨海部周辺地区」と共に「山下ふ頭周辺地区」も含まれている。五つの地区を対象に「横浜市都心臨海部再生マスタープラン」が2014年度に策定され、重点的に都市機能の強化などが進められている。また、これらの地区を接続するための交通の充実も図られており、2020年7月には横浜駅からみなとみらい地区や大さん橋などを経由し、当埠頭まで結ぶ連節バス「ベイサイドブルー（BAYSIDE BLUE）」の運行が開始された。なお、「東神奈川臨海部周辺地区」および「みなとみらい21地区」方面から当埠頭までは臨港幹線道路（橋と地下トンネル）による接続も計画されている。この他、過去にはLRT（次世代型路面電車システム）によりこれらの地区を結ぶ案も検討されていたが、2020年時点では実現に向けた動きはなく鳴りを潜めている。一方、2017年12月には横浜駅東口から横浜市中央卸売市場、みなとみらい地区（臨港パークや横浜赤レンガ倉庫など）、大さん橋を経由し当埠頭までロープウェイなどの索道で結ぶ、地元（市内）企業による空中交通構想も浮上している。

### 国際旅客船拠点の整備
横浜市では当埠頭を既存の大さん橋国際客船ターミナルや新港埠頭に建設された客船ターミナル（2019年完成、横浜ハンマーヘッド）、本牧埠頭で整備が計画されている超大型客船対応の多目的岸壁と共に「国際旅客船拠点」（整備目標は2025年）の一つとして想定。当埠頭の再開発と同時（一体的）に客船拠点の整備も進め、ホテルシップなど新たな客船の受け入れにも対応する方針である。

### 様々な再開発構想
これまでに前述の検討に留まらず当埠頭における様々な構想（下記参照）が公表されている。
横浜市長の林文子は2019年8月に「カジノ含む統合型リゾート (IR) 開発」を誘致することを正式に表明したが、2021年8月の市長選で「IR誘致撤回」を公約に掲げて当選した後任の山中竹春は、同年9月の市長就任後所信表明演説で公約通り誘致撤回を宣言した。なお、同公約では横浜港ハーバーリゾート協会などが打ち出した後述の「ハーバーリゾート構想」の実現を掲げており、市の歴史や特性を踏まえたカジノなしの代替案を検討していく方針である。
山中は同年12月7日、2026年度頃に当埠頭再開発の事業化を目指す方針を表明している。横浜市は同月23日、「山下ふ頭再開発の新たな事業計画策定」に向けて市民等からの意見募集や民間事業者からの事業提案募集を開始し、その際に公表された今後のスケジュールによると2022年6月までこれらの募集を行ったのち、同年下期以降に取りまとめ・公表や事業計画案を検討、さらに2024年度頃に港湾計画の改訂、2026年度頃に当埠頭再開発の事業化、そして2030年頃の供用開始を目指すとしている。

#### ドーム球場構想
2012年には市内の経営者らで組織する「横浜ドームを実現する会」に対し、横浜市側はドーム球場構想の候補地として当埠頭を提示している。「横浜ドームを実現する会」は2014年7月、ドーム球場の開発候補地として当埠頭とみなとみらい地区（60・61街区）の2箇所を挙げ、両開発地において実際に開発した場合のCGによる完成予想図を作成、パンフレットや同会のサイト上で公開した。また、「都心臨海部再生マスタープラン（仮称）」の検討を同年度中に進めていた横浜都心臨海部再生マスタープラン審議会では、後述のIR誘致に加えてドーム球場構想についても議論が行われている。

#### 統合型リゾート (IR)・カジノの誘致
横浜市は2014年、当埠頭における役割を現在の物流拠点からエンターテインメント施設やスポーツ施設などの大規模な集客拠点へと転換すべく、基本計画の策定を目指して同年夏頃を目処に検討委員会を設置する方針を固めた。検討委員会は外部有識者で構成され、1年後を目処に導入施設や下水道・ガスなどのインフラ整備について具体的な方針を決定する。市街地から離れた立地であり土地にも余裕があるため、この時点でカジノやショッピングモール、ホテルなどを併設した統合型リゾート (IR) の誘致なども有力視されていたが、地元の港運業者（後節参照）などから反対意見も出ていた。
また、「横浜ドームを実現する会」が同年7月に作成した前述の当埠頭にドーム球場を開発する案では、ドーム球場を中心としてカジノやホテルを誘致し、国際会議や展示会などを開催できるMICE施設（コンベンション・センター）の建設、大型客船が接岸できる埠頭の建設や交通アクセスとしてLRT（次世代型路面電車システム）を引くなど大規模なIR開発が謳われていた。さらに、「統合型リゾート推進法案（カジノ法案）」の成立を見据えて同年8月にカジノやホテルなどからなるIR整備構想を発表した京浜急行電鉄（京急）では、開発候補地として当埠頭と東京・台場地区の2箇所を挙げており、中でも開発のしやすさなどから当埠頭を最有力としていた。この他、IRに関連して電気自動車の世界選手権「フォーミュラE」開催の構想も挙がっていた。いずれの案でも東京オリンピックが開催される2020年前後までの実現を目指していたが、カジノ法案の成立延期や横浜市長のカジノ誘致「白紙」表明などもあって、カジノ構想の実現性自体その後不透明となっていた。
2019年8月22日、横浜市長の林文子はこれまで白紙としてきた「カジノ含む統合型リゾート開発」の誘致について、2020年代後半の開業実現を目指し誘致を進めていくことを正式に表明した。しかし、2021年8月の市長選で「IR誘致撤回」を公約に掲げて当選した後任の山中竹春は、同年9月10日の所信表明演説で公約通り誘致撤回を宣言し、この構想は実現不可能となった。

#### MICEを中核としたハーバーリゾート
2017年には前述のカジノ誘致に対する反対意見も強まっており、横浜港運協会（会長：藤木幸夫）は、同年9月にカジノを含まない「日本最大級のMICE施設を中核に据えたハーバーリゾート」の構想を打ち出している。構想では東京国際展示場（東京ビッグサイト）よりも大きい20ha以上のMICE施設を想定、さらにその一部として企業の会議・研修施設や様々な文化芸術を上演できる大ホールなども盛り込んでいる。
横浜港運協会を母体として2019年に設立された横浜港ハーバーリゾート協会（YHR、会長同じ）は、同年7月にMICE施設や中長期滞在型ホテル、F1レースの常設コース、ディズニー・クルーズ・ラインの寄港誘致などを掲げた案を公表している。また、同年8月22日に横浜市長が表明した前述の「カジノ含む統合型リゾート」誘致について、藤木は改めて反対していく意志を表明している。
2021年4月、YHRはコロナ禍の状況を踏まえた新たな開発提案として、「MICE施設（国際展示場）やホテル、コンサート会場、物流などからなる複合施設」「物流施設メインの開発（横浜ハーバーロジシティ）」「植物工場や教育機能も備えた食や住を中心とした持続可能な街づくり（サステナビレッジ）」の3案を公表した。さらに、これらの案に加え整備不可欠な施設として給食センターやワクチン含む医療品配給センター、必要施設としてディズニー施設や水素エネルギーセンターなども掲げている。
2021年8月の市長選で「IR誘致撤回」を公約に掲げて当選した山中竹春は代替案として、YHRが提示した「ハーバーリゾート構想」の実現を掲げている

#### その他
上記の他には、かつて東京の台場地区に計画されていた映画関連施設を集積する「東京スタジオシティ構想」が、当埠頭に場所を移して再計画されたこともあった。また、将来の横浜都心臨海部・インナーハーバーにおける整備指針となる「海都横浜構想2059」では、当埠頭に国際的な大学を誘致することが謳われている。
2025年（令和7年）7月26日、27日には Mrs. GREEN APPLEによる大規模な野外ライブが行われた。横浜市港湾局は、事前に周辺住民に対する騒音について懸念していたが、想定を上回る音（重低音は約15km離れた東京都大田区周辺にまで届いた）による苦情が大きく、今後、同様の利用についての可否は不透明なものとなった。